# Cortil-Wodon
Cortil-Wodon is een deelgemeente van de Belgische gemeente Fernelmont in de Waalse provincie Namen. Tot 1 januari 1977 was het een zelfstandige gemeente.
De deelgemeente bestaat uit het kerkdorp Cortil en het daaraan vastgebouwde gehucht Wodon.

## Bezienswaardigheden
- De Sint-Martinuskerk (Église Saint-Martin) is een neoclassicistisch bouwwerk van 1870.

## Natuur en landschap
Cortil-Wodon ligt aan de Ruisseau de Hénemont. De hoogte aan de kerk bedraagt 156 meter.

## Demografische ontwikkeling
- Bronnen:NIS, Opm:1831 tot en met 1970=volkstellingen, 1976= inwoneraantal op 31 december

## Nabijgelegen kernen
Hambraine, Hanret, Leuze, Tillier, Noville-les-Bois